# Pirata soukupi
Pirata soukupi är en spindelart som först beskrevs av Cândido Firmino de Mello-Leitão 1942. 
Pirata soukupi ingår i släktet Pirata och familjen vargspindlar. Artens utbredningsområde är Peru. Inga underarter finns listade i Catalogue of Life.